# Olympique de Béja
L'Olympique de Béja (arabe : الأولمبي الباجي) ou OB est un club omnisports tunisien fondé à Béja en 1929.

## Histoire
Le club voit le jour en 1929 grâce à un groupe formé de Mahmoud M'nakbi, Abdelhakim Chaouachi, Abderrahman Saïed et Mohamed Ben Mbarek. Mais, en 1936, M'nakbi est nommé comme khalifa au centre du pays, ce qui cause le gel des activités du club alors que les tentatives de réunification avec l'Union sportive béjoise échouent. Cette dernière, constituée de joueurs français, s'ouvre progressivement aux Tunisiens. Toutefois, en 1944, à l'occasion d'un déplacement à Jendouba, ses dirigeants convient les joueurs français à déjeuner dans un restaurent luxueux, excluant les Tunisiens contraints de se contenter de casse-croûtes. Ces derniers décident alors de faire revivre l'Olympique de Béja : Mohamed Kaoual, Béchir Ben Salah, Mohamed Ben Moussa et le Docteur Carduso s'en chargent. Ensuite, Othman Chaouachi, en compagnie de Béchir Ben Salah, Rachid Ben Youssef, Ali Zlaoui, Khemais Touati, Ali R'biâa et Rachid Ben Yedder, joue un rôle primordial dans l'épanouissement du club. Il est à la fois le président, l'entraîneur, le capitaine et le gardien de but.
Ainsi, en 1956, le club parvient en demi-finale de la coupe de Tunisie se faisant battre par le Club africain sur un score de 2-1, après prolongations. L'équipe est composée d'Otman Chaouachi, Slim Belarbi, Chedly Brinis, Hamma Tbargui, Mehrez Bechrifa, Chedly Baccar, Mohsen Ben Fattah, Othman Hajjami, Hammadi Bali, Abdelaziz Ben Khedija et Tijani Menchari. Le club connaît par la suite des hauts et des bas jusqu'en 1985, année de l'accession de son équipe de football en division nationale, où elle joue un rôle intéressant, néanmoins au détriment des autres sections du club.
Auparavant, son équipe féminine de basket-ball remporte le championnat de Tunisie en 1967 et joue la finale de la coupe de Tunisie en 1966 et la finale du championnat en 1968. Elle est composée de Zina Mezni, Radhia Essaied, Nejia Hezbri, Zeineb Ben Moussa, Dalila Ouasti, Jaouida Mbazaïa, Zakia Bessaker, Badra Bahri, Beya Ben Koussa, Salha Zedini, Najet Ghmoriani et Zohra Yahiaoui.
Son équipe masculine accède en division nationale en  1971, avec un effectif composé notamment d'Hamza Balti, Abdellatif Ghaoui, Mohamed Hédi Aouadi, Faouzi Aouadi, Mohamed Jalel Chaouachi, Othman Ghmoriani, Taoufik Smadhi, Mohamed Larbi Ghaoui, Tahar Hammami, Abdelwahab Bessaker et Salem Gharbi. Son équipe de rugby à XV est également couronnée en 1979 en remportant le championnat de Tunisie.

## Présidents
De nombreux présidents se sont succédé à la tête de l'Olympique de Béja depuis sa fondation. À ce jour, tous étaient de nationalité tunisienne :
| Pays                  | Nom                   | Période   |
| --------------------- | --------------------- | --------- |
| Drapeau de la Tunisie | Mahmoud M'nakbi       | 1929-1945 |
| Drapeau de la Tunisie | Mohamed Kaoual        | 1945-1953 |
| Drapeau de la Tunisie | Othman Chaouachi      | 1953-1956 |
| Drapeau de la Tunisie | Rachid Ben Youssef    | 1956-1963 |
| Drapeau de la Tunisie | Slaheddine Ben Mbarek | 1984-1985 |
| Drapeau de la Tunisie | Abdesatar Ben Chiboub | 1985-1987 |
| Drapeau de la Tunisie | Taieb Gharbi          | 1987-1989 |
| Drapeau de la Tunisie | Hassen Zouaghi        | 1989-1992 |
| Drapeau de la Tunisie | Taieb Gharbi          | 1992-1994 |

| Pays                  | Nom                   | Période   |
| --------------------- | --------------------- | --------- |
| Drapeau de la Tunisie | Faouzi Ben M'barek    | 1994-1996 |
| Drapeau de la Tunisie | Hassen Zouaghi        | 1996-1998 |
| Drapeau de la Tunisie | Abdesatar Ben Chiboub | 1998-2000 |
| Drapeau de la Tunisie | Taieb Gharbi          | 2000-2001 |
| Drapeau de la Tunisie | Mohamed Brahmi        | 2001-2004 |
| Drapeau de la Tunisie | Mounir Ben Sakhria    | 2004-2005 |
| Drapeau de la Tunisie | Abdeltif Elkefi       | 2005-2006 |
| Drapeau de la Tunisie | Ridha Ouni            | 2006-2008 |

| Pays                  | Nom                    | Période   |
| --------------------- | ---------------------- | --------- |
| Drapeau de la Tunisie | Lotfi Kefi             | 2008-2009 |
| Drapeau de la Tunisie | Mokhtar Nefzi          | 2009-2011 |
| Drapeau de la Tunisie | Ali Parnasse (1er élu) | 2011-2012 |
| Drapeau de la Tunisie | Jalel Gharbi           | 2012-2014 |
| Drapeau de la Tunisie | Mohamed Brahmi         | 2014-2017 |
| Drapeau de la Tunisie | Jalel Bedouihech       | 2017-2018 |
| Drapeau de la Tunisie | Mounir Ben Sakhria     | 2018-2020 |
| Drapeau de la Tunisie | Kamel Ouali            | 2020-2023 |
| Drapeau de la Tunisie | Khalil Mnakbi          | 2023      |
| Drapeau de la Tunisie | Mohamed Fadhel Mnakbi  | 2023-     |

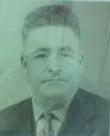
Mahmoud M'nakbi.
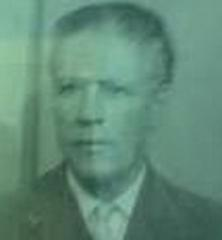
Mohamed Kaoual.
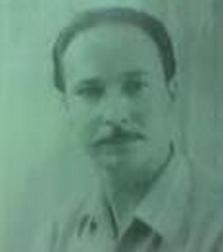
Othman Chaouachi.